# Basson
Pour les articles homonymes, voir Basson (homonymie).
Le basson (de l'expression « bas son ») est un instrument de musique à vent de la famille des bois, qui apparaît à la fin du XVIe siècle en Italie sous le nom de fagotto.
D'une hauteur d'environ 1,30 m, il est formé d'un long tuyau de perce conique de près de 2,50 m de longueur en bois précieux (principalement l'érable ou le palissandre), replié sur lui-même, que l'instrumentiste, appelé bassoniste, tient sur son côté droit. Le bonnet (a) est orienté vers le haut, la grande branche (b) et la petite branche (c) sont reliées entre elles par la culasse (d) en forme de U très serré. L'anche double est fixée au bout d'un tube métallique de 30 cm, également conique et en forme de point d'interrogation, appelée bocal (e).

## Histoire du basson

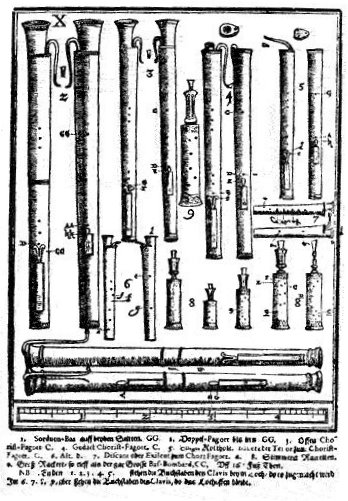
Douçaines et cervelas au XVIIe siècle.

Les instruments à anche double ont surtout été utilisés dans la civilisation égyptienne, en Grèce antique, au Moyen-Orient ainsi qu'en Asie. Mais il faut attendre le Moyen Âge pour retrouver des traces des ancêtres du basson comme la douçaine ou le cervelas.

### Le basson de1550à1700
Jusqu'en 1650, un grand nombre d'instruments différents cohabitent, sans pour autant posséder de noms précis ni appartenir à des catégories bien définies. Cependant, la première référence au basson remonte en 1602, en Italie, où on l'appelle alors fagotto.
Le mot « fagot » provient probablement du fait que les « deux morceaux de bois sont liés et fagottés ensemble » (P. Marin Mersenne). Quant au mot « basson », il viendrait de « basse ». L’encyclopédie de Diderot mentionne le terme « basson de hautbois ».
À cette époque, il existe plusieurs tailles d’instrument. Les instruments les plus graves peuvent atteindre plus de trois mètres de long. Ils sont difficiles à manipuler et à jouer. Les facteurs d'instruments de l'époque ont alors l'idée de relier deux branches accolées en parallèle à l’aide d’un tuyau afin de diminuer la longueur de l’instrument.
Les perces sont très rudimentaires et les emplacements des trous sont définis sans calculs précis. Le système de clétage n’existe pas encore : les trous sont fortement écartés et ne tombent pas sous les doigts. Les différentes transformations du basson vont s'effectuer en plusieurs étapes.

### Le basson de 1700 à 1785
C’est au cours du XVIIIe siècle que le rôle de soliste du basson est important. De nombreuses sonates et concertos sont écrits à cette époque. Antonio Vivaldi par exemple, lui consacre trente-sept concertos de la plus riche inventivité (plus deux qui restent incomplets). Durant cette période, le basson évolue peu. Le clétage n’est pas encore inventé mais on commence à réfléchir à son évolution et à imposer la main droite en bas et la main gauche en haut, laissé jusqu'ici au choix du musicien.
À la fin du XVIIIe siècle Thieriot Prudent est célèbre en France dans la facture des bassons. Il réalise de nombreuses recherches afin d'améliorer l'instrument pour lui donner plus de puissance et corriger ses défauts. Prudent se situe à l'époque charnière entre baroque et classique et les premières grandes modifications de l'instrument.
La famille Grenser de Dresde, célèbre famille de facteurs de bois et de musiciens avec Karl Augustin I Grenser (1720-1807) et son neveu Heinrich Grenser (1764-1813), a également fabriqué des bassons de 4 à 8 clés dont le timbre était renommé notamment en Suède. Le bassoniste français François-René Gebauer concédait que le  virtuose suédois Frans Preumayr qui avait choisi un basson Grenser avait gagné le titre “le vrai père des bassons”.

### Le basson auXIXesiècle(à partir de 1785)
Le XIXe siècle est assurément la grande époque de la facture des instruments, pendant laquelle le basson s'est le plus développé. C’est entre 1800 et 1870 que le basson connaît sa plus grande évolution de facture.
Les principaux aménagements apportés à l'instrument sont l’ajout de nouvelles clés sur la petite branche, la grande branche et la culasse, et le remplacement d’un bouchon de liège au bout de la culasse par un « coude » ou « U » en métal. En 1842, un modèle typique possède déjà vingt-deux clés, et quelques années plus tard, son système de clétage est si complexe qu’il ne subit presque plus de modifications.
En ce milieu de XIXe siècle, la France compte à elle seule trente-cinq facteurs de bassons, pour la plupart installés à Paris et également dans la région de La Couture-Boussey (Thibouville-Cabart...).
Les facteurs Savary sont des pionniers du développement de l’instrument. Du début à la fin de l’activité des Savary (père - Nicolas - et fils - Jean-Nicolas  - 1786 - 1853), le basson connait l’ajout de douze clés, passant ainsi de cinq à dix-sept clés. Nous voyons bien l’ampleur du développement de l’instrument en peu de temps. Savary est également l’un des premiers (avec Adler) à ajouter des rouleaux entre les clés, afin de faciliter le glissement des doigts d’une palette à l’autre. La qualité de ses bassons change la donne en matière d’acoustique. Savary est tellement en avance sur son temps que la facture du basson n’évolue plus, jusqu’à ce que Denis Auger-Buffet contribue à faire évoluer l’instrument à son tour.

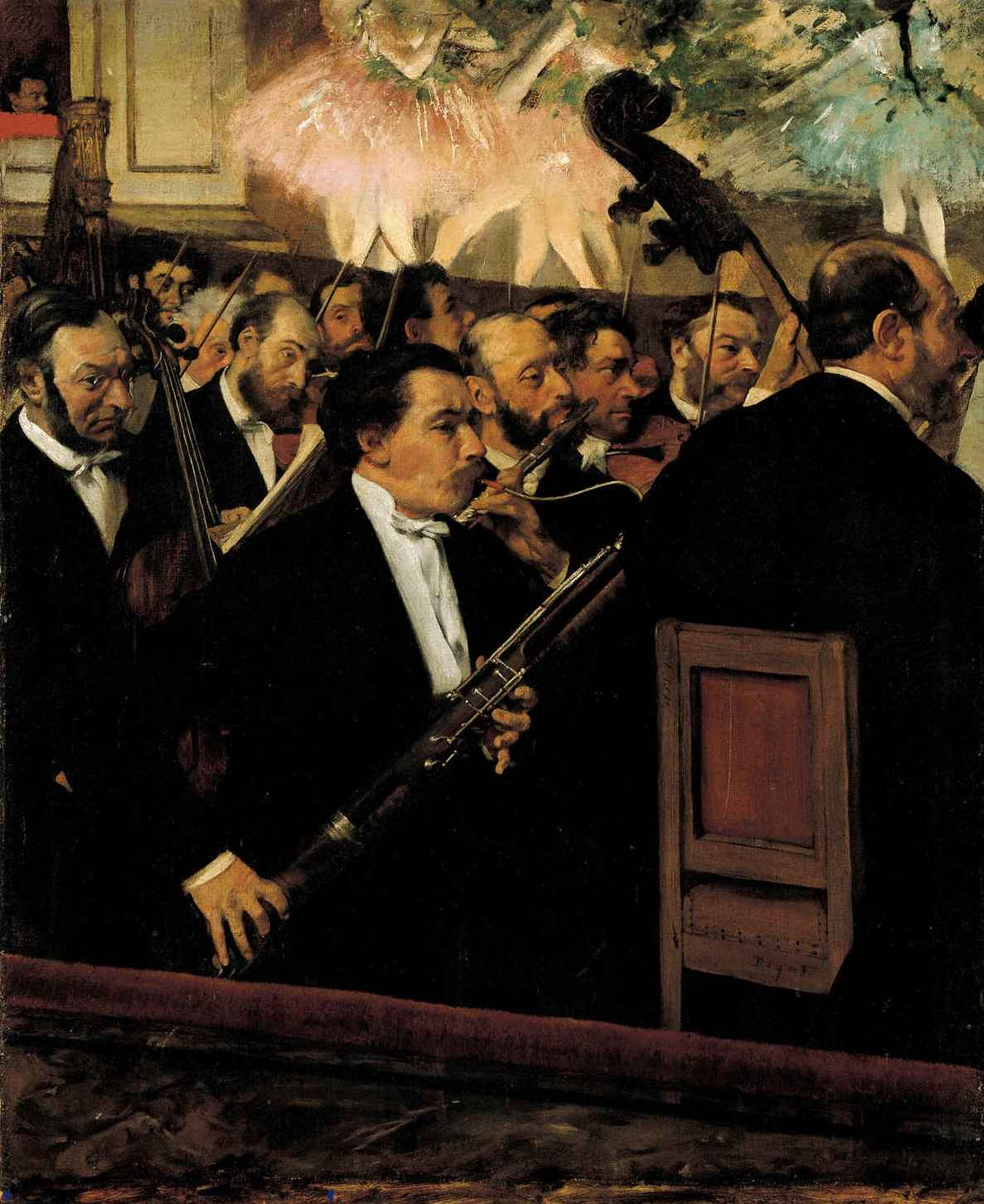
Edgar Degas, L'Orchestre de l'Opéra (Musée d'Orsay, 1868). Au premier plan, Désiré Dihau, bassoniste à l'Opéra de Paris de 1862 à 1889.

À partir de 1843, un partenariat commence entre Eugène Jancourt et l’atelier Buffet. Leur travail est récompensé par l’attribution de médailles aux Expositions Universelles de 1836, 1844, 1849, 1878 et 1900, ce qui confère à Buffet une certaine notoriété en France et à l’étranger. Auger-Buffet, un des créateurs de la firme, améliore la perce des trous, le mécanisme des clés et ajoute la clé de bocal. C’est vers 1860 que l’on remarque une réelle évolution de la facture des bassons, dû principalement au nombre de très bons fabricants impliqués dans le développement de l'organologie et aux conseils d’un virtuose du basson comme Jancourt.
Parmi les autres facteurs, nous pouvons citer Adler et Triébert. Ce dernier reçoit l’aide d’Eugène Jancourt avant que celui-ci ne s’associe à Buffet. Il essaye de développer l’instrument mais son travail est moins important que celui de Buffet ou Savary. Il élargit toutefois la perce, ce qui donne de la « largeur » aux notes du registre grave.
D’autres facteurs sont actifs en dehors de Paris, comme Simiot, qui fabrique des bassons à Lyon.
Le basson a connu le plus de modification de sa facture au XIXe siècle, il en résulte un instrument très similaire à celui que nous jouons aujourd'hui. En effet, selon Gunther Joppig, « en France, aucune transformation importante n'a eu lieu depuis, en particulier en ce qui concerne la perce, et par conséquent la sonorité ».
Il est intéressant de noter que l’évolution du basson est bien souvent réduite à l’ajout de clés, et que dans les esprits, un basson avec un nombre de clés supérieur à un autre sera plus performant ou du moins plus récent. Cependant, il n’est pas rare que des facteurs aient essayé d’ajouter certaines clés avant de revenir sur leur décision. Ces ajouts relèvent donc plus souvent de l’expérimentation que d’un produit fini. D’autres développements indépendants du nombre de clés sont tout aussi importants et donnent au basson ces principales caractéristiques, à savoir son timbre typique et sa palette d’expression, comme la forme de la perce, ou encore la dimension, la forme, la taille et l’espacement des trous.
La différenciation entre les systèmes français et allemand se développe au cours de ce siècle. Alors que le basson français est le descendant direct du basson baroque, du basson classique et du basson romantique et que son évolution est progressive et linéaire, le basson allemand (dit système Heckel, ou Fagott) naît d'une volonté de réinventer l'instrument et de partir d'une nouvelle perce (comme cela a été le cas pour la plupart des instruments à vent, avec le système Boehm notamment).
En Allemagne, entre les années 1817 et 1825, Carl Almenraeder de Mayence opère des transformations considérables au niveau des trous et des clefs, créant ainsi le prototype du basson allemand actuel. Cet instrument, fait en érable, est perfectionné par Johann Adam Heckel et se répand sous cette forme jusqu'en Autriche, en Russie et, par l'intermédiaire d'émigrés d'Europe centrale, en Amérique.
Les deux systèmes évoluent encore aujourd'hui.

### Le basson auXXesiècle
Pour le basson français, différents modèles se succèdent, apportant des modifications mineures à l’instrument, jusqu’au « bonnet de résonance », créé en 2012 par la marque Buffet Crampon, qui homogénéise les registres et facilite l’émission du grave.

### Basson français et basson allemand

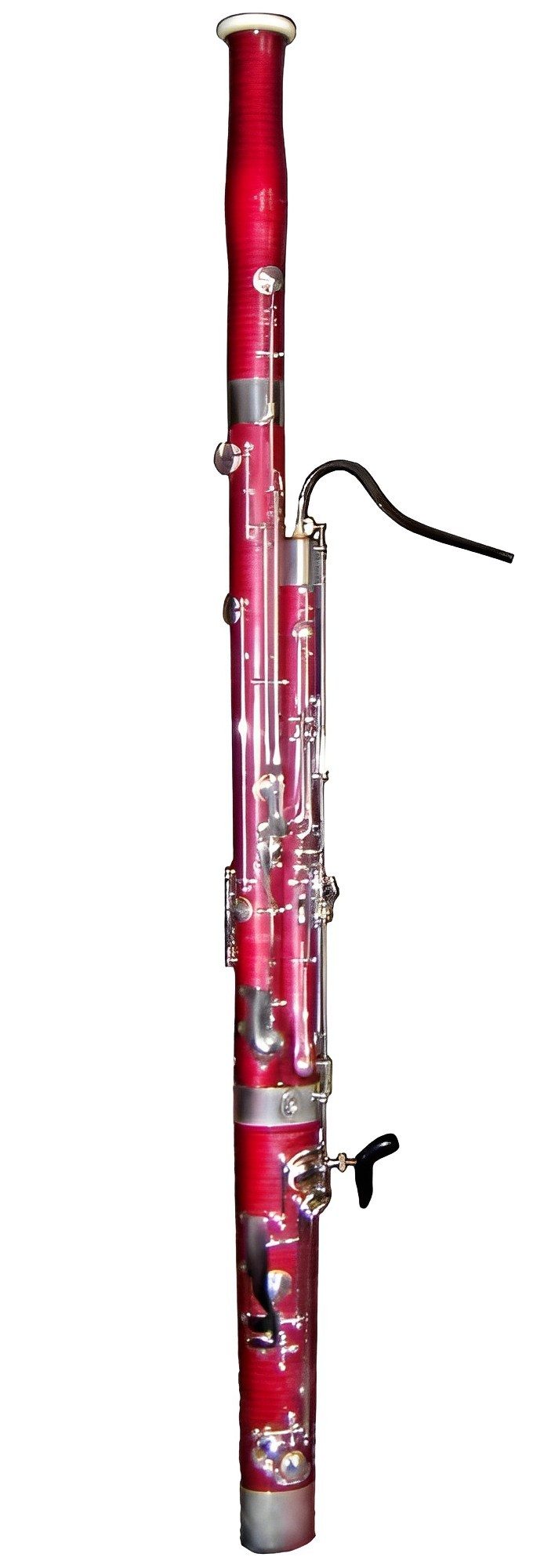
Basson allemand moderne

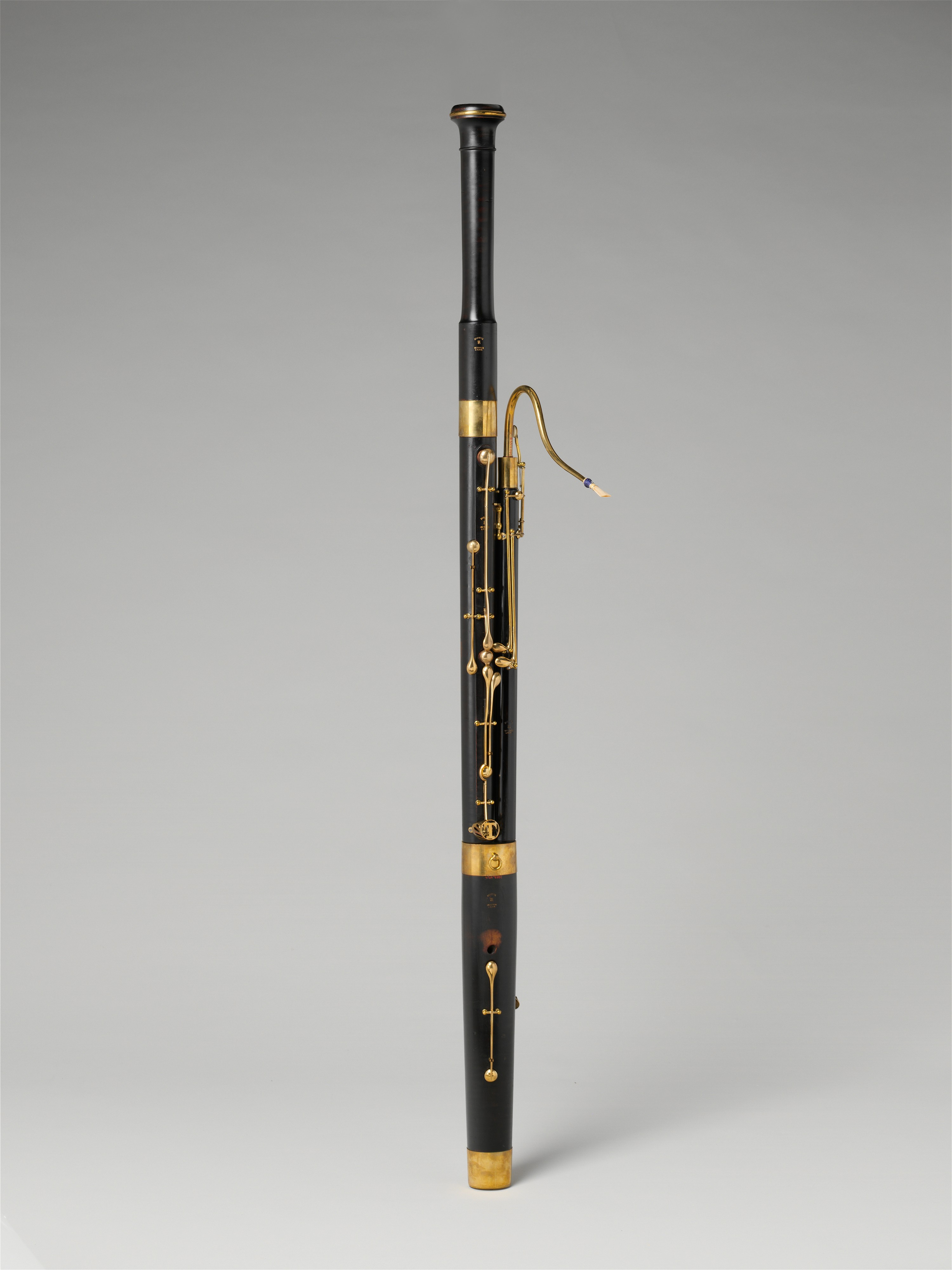
Basson français (1870), Metropolitan Museum of Art.

Il existe deux systèmes modernes de basson : le système français et le système allemand (dit Heckel, aussi appelé Fagott),,.
Principales différences entre les deux instruments :
- le bois utilisé : le basson français est en palissandre de Rio, le basson allemand en érable verni ; le palissandre est un bois plus dense, ce qui donne au basson français un son riche en harmoniques et boisé, tandis que l'érable est un bois plus souple, qui apporte au basson allemand de la résonance et de l'homogénéité ;
- la perce, le clétage et les trous ne sont pas conçus de la même façon, beaucoup de doigtés diffèrent ;
- l'anche est gougée, taillée et effilée différemment : elle est plus fine et plus courte pour un basson allemand[11] ;
- le haut du bonnet d'un basson allemand est en général cerclé d'un anneau blanc mais ce n'est pas systématique, tandis que celui du basson français est cerclé d'un anneau en métal.

Plusieurs marques coexistent pour le basson français : Buffet Crampon, les Ateliers Ducasse et les bassons AJ musique.
Son homologue allemand a une gamme de modèles et de constructeurs plus riche. Les principaux sont Heckel (en), Püchner, Moosmann, Schreiber, Adler, Mönnig, Sonora, Hüller, Amati, Fox et Yamaha.
Progressivement et particulièrement ces dernières années, le système allemand s’est implanté dans le monde entier, même en France et dans certains pays de langue romane, où le basson français était jusque là fortement utilisé.
Ceci peut s'expliquer par de nombreux critères, qui ne sont pas directement liés à la facture de l'instrument ou au talent de ces instrumentistes, mais à d'autres raisons comme l'internationalisation du monde de la musique et donc la recherche d'un son orchestral uniforme. Certains chefs d'orchestre préfèrent le basson allemand, car le timbre de ce dernier est plus rond et se fond donc mieux à la masse orchestrale. Aujourd’hui, le conflit entre les deux systèmes semble s’être calmé, et les deux instruments cohabitent lorsque le basson allemand n’est pas en position de monopole. La France est l'un des rares pays à proposer la spécialisation sur l'un des deux instruments.
Le basson français a eu, et continue d'avoir, d'illustres représentants comme Maurice Allard, Paul Hongne. Le basson français est très apprécié pour les concertos, en partie pour son timbre, sa précision et son articulation ; le basson allemand, quant à lui, est préféré pour sa qualité d'émission dans les nuances extrêmes, et convient ainsi parfaitement à des parties orchestrales où il est nécessaire de se fondre parmi les autres instruments.

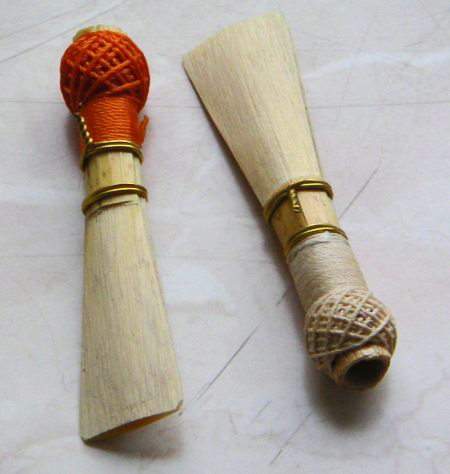
Anches doubles du basson.
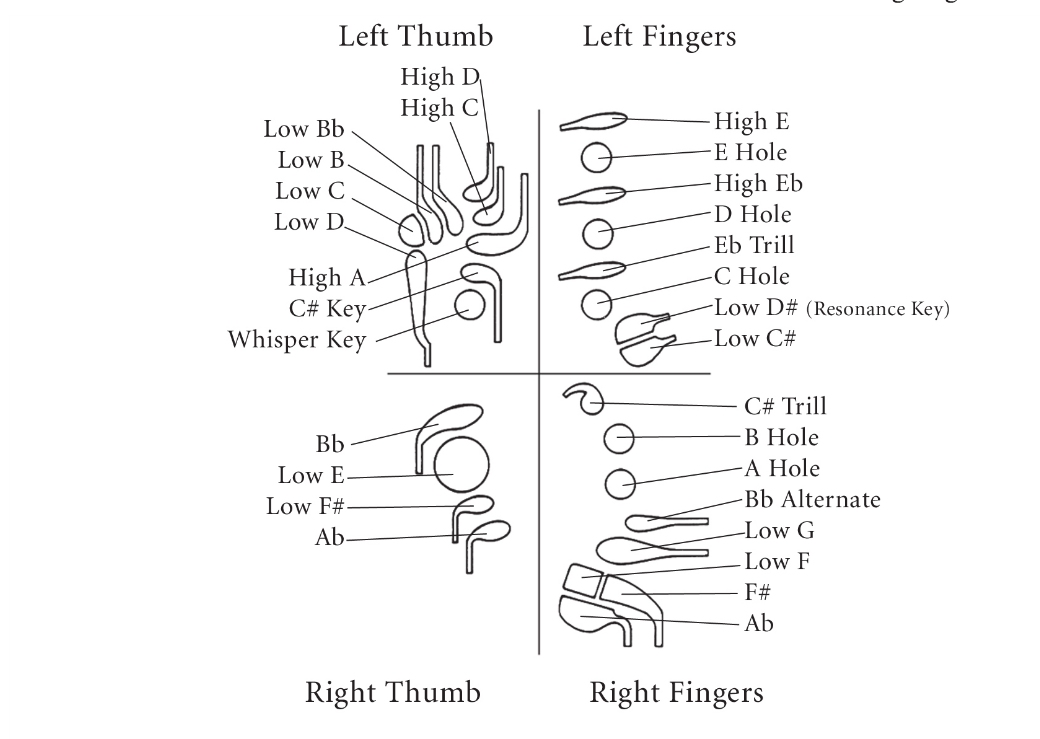
Un tableau de toutes les clefs d'un basson allemand moderne.

### Le basson français à l'orchestre

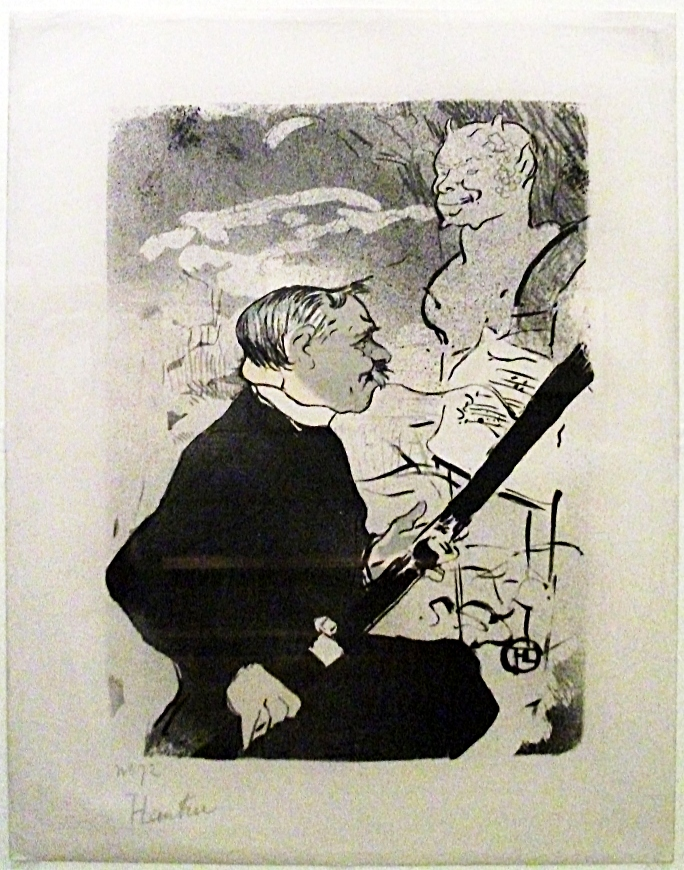
Pour toi ! (1893), dessin d'Henri de Toulouse-Lautrec pour Désiré Dihau, de l'Opéra de Paris.

Né en Allemagne en 1917, le système Hoeckel du fagott, dont la production s'est rapidement développée, a naturellement trouvé sa place chez des voisins comme l'Italie, la Belgique ou même l'Angleterre après la première Guerre mondiale. Sous la pression internationale, le basson allemand a également commencé à s'introduire dans le pupitre des orchestres français. À tel point que des mesures durent être prises en faveur de la sauvegarde du basson français. En 1988, les règlements de concours d'orchestres comme ceux des opéras de Nice ou de Lyon réservaient les postes aux bassonistes jouant le système allemand. L'administration du futur Opéra Bastille annonçait la même intention. Le ministère de la Culture énonça une règle simple : « la qualité de l'instrumentiste est le seul critère admissible. Le choix d'un instrument est secondaire. C'est-à-dire qu'il n'est pas possible de refuser l'accès aux concours à des [bassons français], même si ultérieurement le chef d'orchestre leur demande d'étudier la pratique du système Hoeckel ».
La réalité sur le terrain au XXIe siècle n'est pas aussi tranchée et si les quelques d'orchestres qui suivent, parisiens, de région ou de quelques rares pays, conservent ou ont longtemps conservé la tradition historique du basson français, de nombreux autres ont franchi le pas et adopté le système allemand. André Sennedat est connu pour être le premier à avoir changé de système dans les années 1960, à la demande semble-t-il d'Herbert von Karajan, successeur de Charles Munch à l'Orchestre de Paris, et ainsi précipité le mouvement en France. Laurent Lefèvre a longtemps enseigné le basson français au Conservatoire de Lyon avant de passer au basson allemand et de l'enseigner au Conservatoire de Paris.
Paris
- Orchestre de l'Opéra national de Paris : Thomas Delcambre, François-René Gebauer, Charles Barizel, Jean-Baptiste-Joseph Willent-Bordogni, Jean-François-Barthélémy Cokken, Désiré Dihau, Maurice Allard, Ernest Vizentini, Fernand Oubradous, Gilbert Audin, André Sennedat.
- Orchestre de la Société des concerts du Conservatoire : Eugène Jancourt, Jean-François-Barthélémy Cokken, Fernand Oubradous
- Orchestre de la Garde républicaine : Cécile Hardouin
- Orchestre Pasdeloup : Jean-François-Barthélémy Cokken, Désiré Dihau, Léon Letellier
- Orchestre Colonne : Désiré Dihau, Léon Letellier, Cécile Hardouin
- Orchestre Lamoureux : Édouard Flament, Ernest Vizentini
- Orchestre national de France : 
  - basson solo : Marie Boichard, Philippe Hanon
  - 2 ème basson et contrebasson : Frédéric Durand, Elisabeth Kissel, Lomic Lamouroux
- Orchestre philharmonique de Radio France : 
  - basson solo : Jean-François Duquesnoy, Julien Hardy
  - 2 ème basson et contrebasson : Stéphane Coutaz, Hugues Anselmo, Wladimir Weimer
- Musique des gardiens de la paix : Antoine Vornière, Gilles Daudin, Eléanore Hege

Régions
- Orchestre national Bordeaux Aquitaine :
- Orchestre national de Bretagne : Marc Mouginot
- Orchestre national de Cannes : Nicolas Favreau
- Orchestre national du Capitole de Toulouse : Guillaume Brun, Estelle Richard
- Orchestre national des Pays de la Loire : Gaëlle Habert
- Orchestre de Picardie : Gilles Claraz
- Orchestre philharmonique de Strasbourg : Jean-Christophe Dassonville, Rafael Angster

Monaco
- Orchestre philharmonique de Monte-Carlo : Franck Lavogez, Arthur Menrath

## Caractéristiques

### Tessiture

Tessiture du basson

Son étendue est de trois octaves et une quinte, du si  -1 au fa 4, (de  trois octaves et une tierce, du si bémol -1 au ré 4 pour les modèles d'étude). Cette étendue importante, comme pour le violoncelle, le place à la fois dans les registres de basse et de ténor d'où son utilisation fréquente par deux, le premier jouant dans le médium/aigu, le deuxième jouant dans le grave.
Sa musique est écrite en clé de fa 4, d’ut 4 ou, plus rarement, de sol.
Le basson n'est pas un instrument transpositeur, mais à l'instar de la flûte à bec alto et du registre chalumeau de la clarinette, ce sont les doigtés qui sont "transposés" d'une quinte vers le bas (par exemple, le doigté du do sur ces instruments, consistant des trois doigts de la main gauche, correspond au doigté d'un sol sur un hautbois).

#### Lagrave
Des notes plus graves que le si  peuvent être obtenues en allongeant artificiellement la longueur du tube du basson. Il existe des « extensions de la grave » amovibles spécialement fabriquées à cet effet, mais il est possible d'arriver au même résultat en insérant un tube de carton ou de plastique dans l'extrémité de l'instrument. La tessiture se trouve ainsi étendue, mais le registre grave de l'instrument se retrouve également perturbé, altérant significativement la justesse des notes adjacentes.
Richard Wagner fut le premier compositeur à utiliser le la grave, et plusieurs de ses opéras nécessitent un basson capable de descendre chromatiquement jusqu'au la. Les extensions du tube du basson altérant significativement la qualité du son dans le registre grave, ces passages sont souvent joués au contrebasson. Certains bassons furent cependant construits avec un « bonnet Wagner », une extension comprenant un clétage supplémentaire pour le la et le si  graves, mais ces instruments restent très peu répandus.
D'autres compositeurs ont employé le la grave dans leurs œuvres : Gustav Mahler, Richard Strauss dans son opéra Intermezzo, ou bien Carl Nielsen, qui écrit un la grave facultatif pour le basson dans l'accord final de son Quintette à vent.

## Répertoire du basson
Si dans le répertoire symphonique aux XVIIIe et XIXe siècles le basson est la plupart du temps fixé à la fonction musicale de doubler la contrebasse ou le violoncelle, au XXe siècle il s'émancipe et acquiert un statut d'instrument soliste au sein de l'orchestre comme la partie du « grand-père » dans Pierre et le Loup de Prokofiev, le Dans l'antre du roi de la montagne de Peer Gynt de Grieg, L'Apprenti sorcier (Dukas) de Paul Dukas et dans le début du Sacre du printemps de Stravinsky, dans lequel l'instrument expose un thème populaire lituanien en introduction.

### Concertos
- Antonio Vivaldi, 38 concertos pour basson (plus deux qui restent incomplets, et 15 autres, avec plusieurs instruments)
- Johann Antonín Koželuh, Concerto en ut majeur pour basson et orchestre (1766)
- Wolfgang Amadeus Mozart, Concerto en si bémol majeur, K. 191 (1774) (Mozart aurait écrit quatre concertos pour basson. Les trois autres n'ayant pas été retrouvés, le K. 230 est probablement apocryphe.)[19]
- Johann Christian Bach :
  - Concerto pour basson, 2 hautbois et cordes en si bémol majeur, T288/1 (1775-1782 ca.)
  - Concerto en mi bémol majeur pour basson et orchestre, T288/4
- Johann Nepomuk Hummel, Grand Concerto en fa majeur, W75 (1805)
- Karl Stamitz, trois concertos pour basson
- Alessandro Rolla, Concerto pour basson en fa majeur, BI 527 -Concertino en mi bémol majeur pour alto, violoncelle et basson BI 388
- Johann Baptist Vanhal, Concerto en ut majeur
- Carl Maria von Weber :
  - Andante e rondo ungarese en ut mineur, op. 35 (1809)
  - Concerto en fa majeur, op. 75 (1811, révisé 1822)
- Edward Elgar, Romance pour basson et orchestre, op. 62 (1910)
- Ermanno Wolf-Ferrari, Suite-concertino en fa majeur, op. 16 pour basson, 2 cors et cordes (1933)
- Heitor Villa-Lobos, Ciranda das sete notas pour basson et orchestre à cordes (1933)
- Charles Koechlin, Silhouettes de comédie, op. 193 (12 pièces, 1942-43)
- Gordon Jacob, Concerto pour basson, percussions et cordes (1947)
- Richard Strauss, Duett-Concertino pour clarinette, basson et orchestre à cordes avec harpe (1947)
- Marcel Bitsch, Concertino pour basson et orchestre (1948)
- Paul Hindemith, Concerto pour trompette, basson et orchestre à cordes (1949/1952)
- Otmar Nussio, Variations sur un air de Pergolese pour basson et orchestre à cordes (1953)
- André Jolivet, Concerto pour basson, harpe, piano et cordes (1954)
- Henri Tomasi, Concerto pour basson et orchestre de chambre (1961)
- Sofia Goubaïdoulina, Concerto pour basson et cordes graves (1975)
- Nino Rota, Concerto pour basson et orchestre (1977)
- Arthur Butterworth, Summer Music op.77 (1985)
- John Williams, Concerto pour basson et orchestre intitulé The Five Sacred Trees (1995)
- Kalevi Aho, Concerto pour basson et orchestre (2004)
- Alain Bernaud, Fagkonzert pour basson et orchestre à cordes (2013)
- Sebastian Fagerlund, Mana, Concerto pour basson et orchestre (2014)

### Œuvres pour basson et piano
- Antoine Reicha, Sonate pour basson et piano
- Joseph Bodin de Boismortier, Sonate pour basson et clavecin
- Charles Koechlin, Trois pièces, op. 34 (1898-1907) ; Sonate, op. 71 (1918-19)
- Camille Saint-Saëns, Sonate pour basson et piano en sol majeur, op. 168 (1921)
- Paul Hindemith, Sonate pour basson et piano (1938) ; Pièces (1941)
- Henri Dutilleux, Sarabande et cortège (1942)
- Mario Castelnuovo-Tedesco, Sonatine, op. 130 (1946)
- Alexandre Tansman, Sonatine (1952), Suite (1960)
- Pierre Angot, Sonatine américaine pour basson et piano
- Alain Bernaud, Hallucinations pour basson et piano (1978)

### Compositeurs duXXesiècle
Quelques compositeurs ayant écrit plusieurs œuvres pour basson :
- Alain Bernaud (1932 - )
- Victor Bruns (en) (1904-1996)
- Eugène Bozza (1905-1991)
- Bjørn Fongaard (1919-1980)
- Jean Françaix (1912-1997)
- Luciano Berio (1925-2003)
- Edison Denisov (1929―1996)
- Pierre-Max Dubois (1930-1996)
- Chiel Meijering (1954)
- Yuri Kasparov (1955)
- Terje Bjørn Lerstad (no) (1955)
- Michel Lysight (1958)
- Robert Rønnes (no) (1959)
- Corrado Dabbene (1958)
- Bruno Giner (1960)